# Lázaro Cárdenas, Villa Corzo
Lázaro Cárdenas är en ort i Mexiko.   Den ligger i kommunen Villa Corzo och delstaten Chiapas, i den sydöstra delen av landet, 700 km sydost om huvudstaden Mexico City. Lázaro Cárdenas ligger 800 meter över havet och antalet invånare är 168.
Terrängen runt Lázaro Cárdenas är huvudsakligen kuperad, men åt sydost är den bergig. Lázaro Cárdenas ligger nere i en dal. Runt Lázaro Cárdenas är det ganska glesbefolkat, med 24 invånare per kvadratkilometer. Närmaste större samhälle är Juan Sabines Gutiérrez, 19,2 km sydväst om Lázaro Cárdenas. I omgivningarna runt Lázaro Cárdenas växer i huvudsak städsegrön lövskog.